# Halálos kitérő: Az örökség
A Halálos kitérő: Az örökség (eredeti cím: Wrong Turn) 2021-ben bemutatott német-amerikai horrorfilm, melyet Mike P. Nelson rendezett és Alan McElroy írt. A film a Halálos kitérő-filmsorozat rebootja, a főszerepben Charlotte Vega, Adain Bradley, Emma Dumont, Dylan McTee, Daisy Head, Bill Sage és Matthew Modine látható. Ez egy nemzetközi koprodukció az Egyesült Államok, Németország és Kanada között.
A projektet 2018 októberében jelentették be, Nelsont szerződtették rendezőnek, a forgatókönyvet McElroy írta, aki az eredeti filmet is írta.
A Halálos kitérőt 2021. január 26-án, egy napra került a mozikba a Saban Films által. Többnyire pozitív kritikákat kapott a kritikusoktól, akik dicsérték a produkciós értékeket, az alakításokat, és előrelépésnek tartották az eredeti franchise-hoz képest, de néhányan kritizálták a forgatókönyvet, a cselekményt és az elmaradott karaktereket.

## Cselekmény
Az aggodó apa, Scott Shaw megérkezik a közeli városba, hogy megkeresse másfél hónapja eltűnt lányát; a helyi rendőrség nem akar segíteni, a lakók pedig nem tudnak semmit, végül a motel tulajdonosától kap némi információt.
Hat héttel korábban Jen Shaw, a pasija Darius, valamint barátaik Adam és Milla, illetve Gary és Luis egy virginiai kisvárosba utazik vidékre, mielőtt az Appalache-ösvény túraútvonalán elindulnának. Több helyi lakos, köztük egy Nate nevű férfi, figyelmezteti őket, hogy ne merészkedjenek le a kijelölt ösvényről. Mielőtt a csoport nekikezdene a túrának, Jen rövid időre találkozik egy furcsa nővel, Edith-tel és néma kislányával, Ruthie-val. Néhány órával a túra után Gary-t agyonnyomja és megöli egy fák közül leguruló törzs. A megmaradt barátok eltévedve és kétségbeesetten tábort vernek éjszakára. Másnap a csoport felfedezi, hogy Milla, valamint az összes mobiltelefon eltűnt. A közelben találnak egy 1859-ben keltezett emléktáblát, amely egy „Alapító” nevű telepescsoport megalakulásának tart fenn megemlékezést a hegyekben, akik úgy vélték, hogy az Egyesült Államok megszűnt.
Milla keresése közben Adam csapdába esik. Röviddel ezután a csoport rátalál, akit két őserdei ruhába öltözött, jávorszarvas- és szarvaskoponyát viselő férfi megkötözve cipel. Miután szembeszállnak a férfiakkal, Adamnek sikerül kiszabadulnia, és egy vastagabb farönkkel végez a szarvaskoponyás férfival. Pillanatokkal később megjelenik Milla, és elárulja, hogy elbújt, miután korábban összefutott a férfiakkal. A csoport megpróbál elmenekülni, de még több maszkot viselő férfi veszi körül őket. Miközben Adam-et üldözik, Milla beleesik egy gödörbe, és felnyársalódik a benne lévő kihegyezett faágakba. Adam kénytelen magára hagyni, mielőtt az egyik maszkos nyílvesszőket lő rá. A csoport többi tagját - Jen, Adam, Darius és Luis - elfogják.
A csapatot az egyik kezdetleges településére viszik az erdő mélyén, és bíróság elé állítják őket. Útban a falu bírósága felé Jen felismeri Edith-et és Ruthie-t az előző napról. Morgan, annak a személynek a testvére, akit Adam megölt; a férfi elárulja, hogy Adam véletlenül belesétált az egyik állatcsapdájukba, és ők találtak rá eszméletlenül, míg azt tervezték, hogy leviszik a hegyről, ahol majd valaki rátalál, és azért ölték meg Millát, aki beleesett a gödörbe, hogy megkíméljék a fájdalmas szenvedéstől. Morgan elmeséli a csoporttal való találkozását, és azt, hogy Adam brutálisan meggyilkolta testvérét, Samuelt. Venable megkéri Jent, hogy mondja el neki a teljes igazságot arról, igaz-e a vád, mivel nem akarja Adam kölcsönös halálát, azonban a lány hazudik, és azt mondja, nem volt semmi sem igaz a történtekből. A vezető ezután utasít két másik embert, hogy hozzák be Samuel oszladozó holttestét, és megkéri Ruthie-t mutasson rá, aki megölte meg őt, ekkor meggyanusítja Adam-et, így a csoportot gyilkossággal vádolják.
Az Alapító vezetője, Venable bűnösnek találja Adam-et, és halálra ítéli, míg Jent, Dariust és Luist hazugság miatt bűnösnek nyilvánítja, és "sötétségre" ítéli őket. Adam közben kiszabadul a fogságból, és egy kést ragadva túszul ejti Ruthie-t, majd követeli barátai szabadon engedését. Ruthie ekkor előveszi az elrejtett kését, és lábon szúrja Adam-et, Venable ezután a barátai szeme láttára halálra veri azzal a farönkkel, amellyel Samuelt is megölte. Nem sokkal később Luis megpróbál elmenekülni, de Venable egy forró késsel kiégeti a szemét, és megvakul. Jen kegyelemért könyörög, azt állítva, hogy ő és Darius a segítségükre lenne. Venable beleegyezik, és mindkettőjüket befogadják a közösségbe. Jen vonakodva elcsábítja Venable-t.
Scott fizet egy helyi nyomkeresőnek, hogy vigye át az erdőn. Miután a nyomkereső és a fia csapdába esnek és meghalnak, Scott megtalálja a települést, de végül körülveszik őt a helyiek. Jen, aki nyilvánvalóan agymosáson esett át és Venable felesége lett, nyíllal lövi meg az apját. Venable birtokháborításért "sötétségre" ítéli Scottot, és bebörtönzi. Aznap éjjel Jen eloson, és kiszabadítja az apját, elárulva, hogy csak azért lőtte meg, hogy ne keltsen gyanút. Miközben Jen és Scott menekül, a lány találkozik Dariusszal, de ő nem hajlandó távozni a helyről. Jen ekkor talál rá Ruthie-ra, aki segít nekik elmenekülni, mielőtt Venable és többi szektás üldözőbe venné őket. Útközben Jen és Scott megöli az egyik szektást, és felfedezik a megvakított, zilált foglyokat, köztük Luist is, akit Jen kegyelemből fejbe lő. Jen és Scott elmenekül, a többieket, köztük Edithet is megölik. Útközben összetalálkoznak Nate-tel és más fegyveres városlakókkal, akik segítséget ajánlanak. A maradék szektások tagjai rájuk támadnak, megölik az egyik városlakót és megsebesítik Jent. Végül sikerül elmenekülniük, Venable pedig végignézi, ahogy elhajtanak.
Néhány hónappal később Jen és az apja visszatérnek a normális életükhöz. Jen meglátogatja otthon a mostohaanyját, de odabent Venable és Ruthie fogadja, mint új szomszédok. Jen kénytelen szembenézni Venable-el, aki észreveszi, hogy a nő több hónapos terhes a gyermekével, ezért megkéri, hogy térjen vissza vele az Alapítókhoz. Jen vonakodva beleegyezik, azzal a feltétellel, hogy soha többé nem avatkozik bele a családja életébe. Jen, Venable és Ruthie elmennek, három másik szektataggal együtt egy lakóautóval (RV) elhajtanak. Amikor a stáblista lepereg, a lakókocsi irányíthatatlanná válik, és egy parkoló autónak ütközik, feltehetően megölve vagy mozgásképtelenné téve a két szektást. Jen kinyitja az ajtót, és halálra szúrja Venable-t, majd a kést a másik szektás felé hajítja és vele is végez, mielőtt az elmenekülne. Jen megfogja Ruthie kezét és visszasétálnak a családi házhoz.

## Szereplők
| Szerep                     | Színész                 | Magyar hang       |
| -------------------------- | ----------------------- | ----------------- |
| Jennifer "Jen" Shaw        | Charlotte Vega          | Hermann Lilla     |
| Darius                     | Adain Bradley           | Gacsal Ádám       |
| Venable                    | Bill Sage               | Bognár Tamás      |
| Milla                      | Emma Dumont             | Dobó Enikő        |
| Adam                       | Dylan McTee             | Hajdu Tibor       |
| Edith                      | Daisy Head              | Nagy Katica       |
| Scott Shaw                 | Matthew Modine          | Sörös Sándor      |
| Gary                       | Vardaan Arora           | Moser Károly      |
| Luis                       | Adrian Favela           | Penke Bence       |
| Nate Roades                | Tim de Zarn             | Pálfai Péter      |
| Ruthie                     | Rhyan Elizabeth Hanavan | néma szerep       |
| Hobbs                      | Chaney Morrow           | Karácsonyi Zoltán |
| Corrine                    | Valerie Jane Parker     |                   |
| Reggie                     | Daniel R. Hill          |                   |
| Morgan / Szarvas koponya   | Damian Maffei           | eredeti nyelven   |
| Standard / Farkas koponya  | Mark Mench              | eredeti nyelven   |
| Cullen / Vaddisznó koponya | David Hutchison         | eredeti nyelven   |
| Samuel / Őz koponya        | Chris Hahn              | eredeti nyelven   |

## A film készítése
2018 októberében bejelentették a Halálos kitérő-filmsorozat remakejét. A filmet Mike P. Nelson rendezte és Alan B. McElroy írta, aki a 2003-as Halálos kitérő írója is volt. 2019 májusában bejelentették, hogy Charlotte Vega lesz a film főszereplője.

Egy interjúban Nelson rendező a Fangoria számára azt nyilatkozta: 
|  | „Már az első olvasás alkalmával teljesen felkészültem arra, hogy egy őrült slasher-világba csöppenek, ahol kannibálok esznek emberi húst és hasítják ketté az embereket. Amikor ez nem így történt, kellemesen meglepődtem. Volt valami más a történet mélyén, ami megfogott.” |
|  | |

A forgatás 2019. szeptember 9-én kezdődött Ohioban] és november 2-án fejeződött be.

## Megjelenés
A Halálos kitérő: Az örökség eredetileg 2020-ban jelent volna meg, de a COVID-19 világjárvány miatt 2021-re tolódott. 2020. december 16-án bejelentették, hogy a filmet 2021. január 26-án, mindössze egy estén mutatják be az amerikai mozikban.

### Média kiadás
A film 2021. február 23-án jelent meg Blu-rayen és DVD-n a Lions Gate Entertainment jóvoltából.

## Fordítás
- Ez a szócikk részben vagy egészben  a   Wrong Turn (2021 film) című angol Wikipédia-szócikk fordításán alapul.  Az eredeti cikk szerkesztőit annak laptörténete sorolja fel. Ez a jelzés csupán a megfogalmazás eredetét és a szerzői jogokat jelzi, nem szolgál a cikkben szereplő információk forrásmegjelöléseként.